# Лавриковское месторождение
Лавриковское месторождение — месторождение железной руды (магнетитовых кварцитов), относится к Кременчугской магнитной аномалии и разрабатывается Полтавским ГОКом.
Длина залежи на Лавриковском месторождении свыше 4,5 км. Мощность залежи в кондиционном контуре колеблется от 23 м в северной его части до 71 м в южной и в среднем составляет 43 м.
Мощность рыхлых отложений колеблется от 3 до 62 м, в среднем составляя 40 м. Установленная бурением максимальная глубина распространения рудной залежи составляет 540 м. Запасы железной руды составляют 482510 тонн.